# Distretto di Nadia
Il distretto di Nadia è un distretto del Bengala Occidentale, in India, di 4 603 756 abitanti. Il suo capoluogo è Krishnanagar.